# Малборгето-Валбруна
Малборгето-Валбруна (итал. Malborghetto-Valbruna) је насеље у Италији у округу Удине, региону Фурланија-Јулијска крајина.
Према процени из 2011. у насељу је живело 259 становника. Насеље се налази на надморској висини од 723 м.

## Становништво
Према резултатима пописа становништва 2011. у општини је живело 969 становника.
| 1931. | 1936. | 1951. | 1961. | 1971. | 1981. | 1991. | 2001. | 2011. |
| ----- | ----- | ----- | ----- | ----- | ----- | ----- | ----- | ----- |
| 1.580 | 1.597 | 1.512 | 1.436 | 1.212 | 1.069 | 1.014 | 1.036 | 969   |